# Конрад III фон Щолценберг
Конрад III фон Щолценберг (на немски: Konrad/Conrad III von Stolzenberg; * ок. 1200 в Щолценберг; † сл. 1279) е рауграф на Щолценберг в Рейнланд-Пфалц.
Той е син на рауграф Конрад II фон Щолценберг († сл. 1230) и внук на граф Емих II фон Баумберг († сл. 1201). Той има две сестри, Юта († сл. 1251), омъжена за граф Фридрих фон Хоенберг († сл. 1274), и Гута († сл. 1251), омъжена за Флорентин фон Розове († сл. 1250).
Около 1256 г. рауграф Конрад III вероятно построява замък Щолценбург при Байерфелд-Щеквайлер. Линията на рауграфовете фон Щолценбург измира през 1358 г. Наследени са от господарите на Боланден.

## Фамилия
Конрад III фон Щолценберг се жени 1246 г. за Бенедикта (Юнота) фон Даун-Кирбург (* ок. 1210 в Кирбург, Прусия; † 1270), дъщеря на вилдграф Конрад II фон Даун († сл. 1263) и Гизела фон Саарбрюкен († сл. 1265), дъщеря на граф Симон II фон Саарбрюкен († 1207/1210) и Лиутгард фон Лайнинген († 1235). Те имат шест деца:
- Георг I фон Щолценберг (* пр. 1273; † 9 февруари 1309), рауграф на Щолценберг, фогт на Шпайергау, женен за Маргарета фон Даун († 1307), сестра на Вирих II фон Даун († 1299), дъщеря на Вирих I фон Даун, господар на Нанщайн, маршал на Холандия († 1260/1262) и първата му съпруга Гуда фон Оберщайн
- Конрад IV фон Щолценберг (* пр. 1277; † сл. 1327), рауграф на Щолценберг, женен между 1288 и 1292 г. за Аделхайд фон Сайн († сл. 1309), дъщеря на граф Готфрид I фон Спонхайм-Сайн и Юта фон Изенбург
- Йохан фон Щолценберг (* пр. 1279; † 27 август 1286), провост в Ашафенбург (1283)
- дете († сл. 1283)
- дете († сл. 1283)
- дъщеря, омъжена за Йохан II фон Спанхайм-Щаркенбург

Конрад III цу Щолценберг се жени втори път за Ида († сл. 1274). Бракът е бездетен.